# Мутул

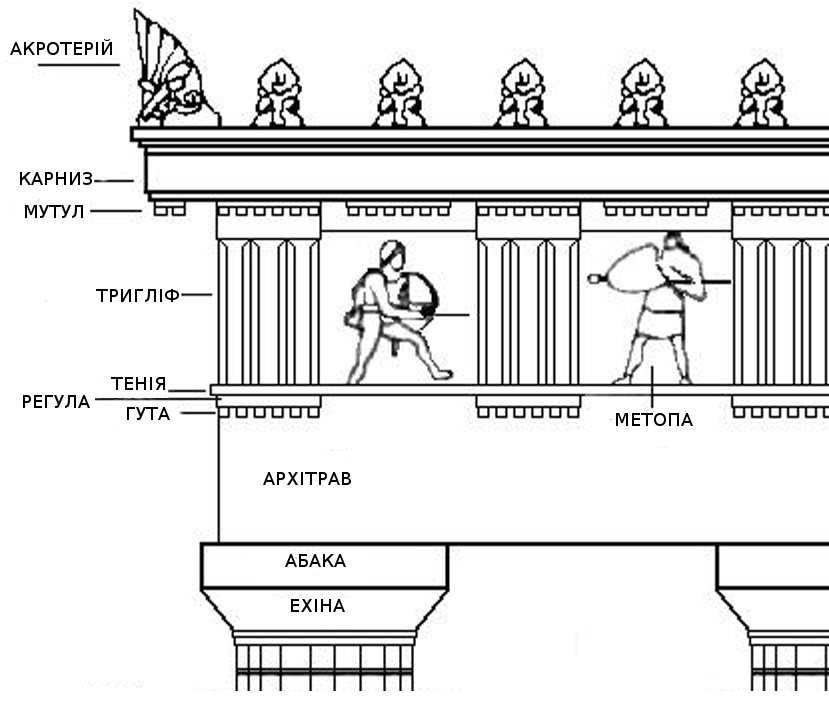
Схема доричного фриза з позначенням мутула

Му́тул (лат. mutulus) — плоский похилий виступ під виносною плитою карниза (гейзона) в доричному ордері, прототипом якого були, мабуть, крокви двосхилого даху в давньогрецькій дерев'яній архітектурі. Мутули знизу оздоблюються гутами — звичайно в три ряди по шість.